# Biblia Hebraica Quinta
De Biblia Hebraica Quinta, of de BHQ, is een uitgave van de grondtekst van de Hebreeuwse Bijbel op basis van de Codex Leningradensis B 19A. Deze uitgave verwerkt ook andere tekstbronnen, zoals de Griekse Septuaginta en de Bijbelse handschriften van Qumran. In 2004 verscheen het eerste deel van een uitgave van de grondtekst op nieuwe basis. Voor sommige delen die nog moeten verschijnen is de uitgavedatum nog niet bekend.
De Biblia Hebraica Quinta is een voortzetting van de Biblia Hebraica (BHK) uit 1906 van de hebraïcus Rudolf Kittel (1853–1929) en de Biblia Hebraica Stuttgartensia (BHS), die in 1967-1977 gepubliceerd werd door de Deutsche Bibelgesellschaft (het Duitse Bijbelgenootschap) in Stuttgart. 

## Naam
De naam Biblia Hebraica Quinta betekent 'vijfde Hebreeuwse Bijbel'. De BHQ wordt gezien als de vijfde versie, na drie versies van Kittels Biblia Hebraica in 1906, 1913 en 1929-1937 en de Biblia Hebraica Stuttgartensia in 1966-1977 (herziene druk 1997).

## Kenmerken
De hoofdtekst van de BHQ is de text van de oudste complete codex van de Hebreeuwse Bijbel, de Codex Leningradensis. In de buitenmarge zijn de zogeheten massora parva opgenomen, en in de bovenmarges de zogeheten massora magna, beide uit codex L. In een bijgevoegd commentaar biedt de BHQ een vertaling van de massora en waar nodig correcties. Onderaan de pagina staat het tekstkritisch apparaat. Hierin staat een selectie van de tekstuele varianten vermeld die van belang zijn voor uitleg en vertalen. Middeleeuwse Hebreeuwse handschriften worden niet langer vermeld omdat ze tekstkritisch weinig toevoegen. De BHQ geeft ook een toelichting op het kritisch apparaat, inclusief een evaluatie van de varianten.

## Delen
De volgende delen van de BHQ zijn verschenen tot en met 2020:
- Genesis (2016)
- Leviticus (2020)
- Deuteronomium (2007)
- Rechters (2011)
- Twaalf Profeten (2010)
- Spreuken (2008)
- Ruth, Hooglied, Prediker, Klaagliederen, Ester (2004)
- Ezra en Nehemia (2006)

## Links
- Biblia Hebraica Quinta (BHQ) op academic-bible.com.
- Jaap van Dorp, ‘Biblia Hebraica Quinta. Nieuwe editie van de Hebreeuwse bijbel voor de 21ste eeuw’ in: Met Andere Woorden 18/2 (1999), 19-25, op debijbel.nl.